# Schweiz ved sommer-OL 2016
Schweiz  deltager under Sommer-OL 2016 i Rio de Janeiro, Brasilien i perioden fra 5. til 21. august 2016.

## Medaljer
| 2016 Rio de Janeiro | Guld | Sølv | Bronze | Total |
| Schweiz             | 3    | 2    | 2      | 7     |

### Medaljevindere
| Medalje | Navn                                                | Sport     | Konkurrence               | Dato       |
| ------- | --------------------------------------------------- | --------- | ------------------------- | ---------- |
| Guld    | Fabian Cancellara                                   | Cykling   | Mændenes enkeltstart      | 10. august |
| Guld    | Mario Gyr Simon Niepmann Simon Schürch Lucas Tramèr | Roning    | Letvægtsfirer             | 11. august |
| Guld    | Nino Schurter                                       | Cykling   | Mændenes cross country    | 21. august |
| Sølv    | Timea Bacsinszky Martina Hingis                     | Tennis    | Damedouble                | 14. august |
| Sølv    | Nicola Spirig Hug                                   | Triathlon | Kvindernes triatlon       | 20. august |
| Bronze  | Heidi Diethelm Gerber                               | Skydning  | 25 m pistol (damer)       | 9. august  |
| Bronze  | Giulia Steingruber                                  | Gymnastik | Damernes spring over hest | 14. august |

## Svømning

### Resultater
| Dato      | Disciplin       | H/D    | Udøver                                                             | Indledende heat | Indledende heat | Semifinale          | Semifinale          | Finale              | Finale              |
| Dato      | Disciplin       | H/D    | Udøver                                                             | Tid             | Placering       | Tid                 | Placering           | Tid                 | Placering           |
| --------- | --------------- | ------ | ------------------------------------------------------------------ | --------------- | --------------- | ------------------- | ------------------- | ------------------- | ------------------- |
| 6. august | 400 m IM        | Herrer | Jeremy Desplanches                                                 | 4:15,46         | 13              | N/A                 | N/A                 | ude af konkurrencen | ude af konkurrencen |
| 6. august | 100 m butterfly | Damer  | Danielle Villars                                                   | 59,45           | =27             | ude af konkurrencen | ude af konkurrencen | ude af konkurrencen | ude af konkurrencen |
| 6. august | 400 m IM        | Damer  | Martina van Berkel                                                 | 4:45,12         | 24              | N/A                 | N/A                 | ude af konkurrencen | ude af konkurrencen |
| 6. august | 100 m bryst     | Herrer | Yannick Käser                                                      | 1:00,71         | 24              | ude af konkurrencen | ude af konkurrencen | ude af konkurrencen | ude af konkurrencen |
| 6. august | 4x100 m fri     | Damer  | Maria Ugolkova Alexandra Touretski Danielle Villars Noemi Girardet | 3:41,02         | 14              | N/A                 | N/A                 | ude af konkurrencen | ude af konkurrencen |